# La maza
«La maza» es una canción compuesta e interpretada por Silvio Rodríguez. Fue escrita en 1979 y publicada en 1982 en el álbum Unicornio. La canción también fue interpretada y grabada por Mercedes Sosa, así como otras intérpretes: Soledad Bravo, Lila Downs, etc.

## Contexto histórico
La canción fue escrita por Silvio Rodríguez en 1979. En 1982, la incluyó dentro de su disco Unicornio, editado por la discográfica EGREM / Ojalá.

## Letra
En la letra, Silvio Rodríguez describe una maza o martillo, el cual no tendría sentido o función sin la cantera, como metáfora de que la vida no tendría sentido sin un propósito que orientara las acciones, o una creencia para motivar la vida: "Si no crees de verdad en lo que estás haciendo, todo se vuelve pirotecnia y escaparate, superficialidad y pose. Una herramienta inútil como la maza sin cantera".
Asimismo, el autor habla de su motivación para hacer música, de la cantera con la que extrae sus canciones. "La maza es 

el artista y su instrumento, la cantera está compuesta de sus creencias, que dan pie a sus letras." Teresa Rodríguez complementa:
De la cantera se saca el canto, un canto polisémico que a Silvio le sirve para hacer música pero también para construir. La cantera es el pueblo. Si Silvio no hubiera creído en el pueblo hubiera sido una amalgama de hombre y guitarra.

## Versiones
En 1983, Mercedes Sosa publica y lanza una versión popular de la canción.
En el año 2000, Soledad Bravo realizó una versión de la canción en su disco Paloma Negra, editado por Last Call Records.
Además de las múltiples versiones en español, el cantante Gerhard Schöne realizó una versión en alemán, con título Der hammer, en el año 2003, en su disco Fremde Federn, bajo el sello BuschFunk.
En el año 2008, Mercedes Sosa y Shakira hicieron una versión a dueto, como parte de una campaña altruista del Movimiento Alas. En 2009, grabaron esa versión para el disco de duetos Cantora de Mercedes Sosa, bajo el sello RCA.
En 2014, las cantantes Lila Downs, Niña Pastori y Soledad publicaron una versión de «La maza» en su disco Raíz, editado RCA.
En 2015, la cantante y percusionista argentina Vivi Pozzebón grabó una versión en su disco Vivir en la Tierra.
En 2020, Rozalén realizó un homenaje a Silvio Rodríguez, al grabar la canción en su disco El árbol y el bosque, editado por Sony Music.